# Bonmot
Ein Bonmot [bɔ̃ˈmo] (französisch bon „gut“ und mot „Wort“, also „gutes Wort“) ist ein witziger Einfall, ein geistreiches Witzwort, eine treffende Bemerkung oder ein situationsbezogen gelungener Ausspruch.

## Erklärung
Bonmots gelten als Zeichen von Geist und sind ein Teil der Fähigkeit, sich in anspruchsvoller Gesellschaft zu bewegen (siehe Konversation und Bildungsbürgertum). Ein Bonmot unterscheidet sich vom sinnverwandten Aphorismus vor allem durch die Art der Vermittlung: ein Bonmot wird typischerweise gesprochen, ein Aphorismus geschrieben. Das Bonmot ist die schlagfertige, geistreiche Bemerkung im Gespräch. Daneben ist beim Aphorismus eher die innewohnende Erkenntnis betont, während beim Bonmot meist der Unterhaltungswert im Vordergrund steht.
Zu den Bonmots gehören gesprochene oder geschriebene Geistesblitze, (pikante) Anspielungen, Wortspiele, Paradoxa und Doppelsinniges.
Die englische Entsprechung, welche den französischen Begriff im allgemeinen Sprachgebrauch zunehmend verdrängt, lautet one-liner (kurz für one-line joke, aber nicht nur auf Witze bezogen).

## Beispiele
- Viele der Beispiele für Witze in Sigmund Freuds Der Witz und seine Beziehung zum Unbewußten sind Bonmots.
- Traue keiner Statistik, die du nicht selbst gefälscht hast.
- Erst wenn die Ebbe kommt, sieht man, wer nackt schwimmt. (Warren Buffett)